# Dagsburg (Elsass)
Die Dagsburg (französisch Château de Dagsbourg) im Elsass ist die Ruine einer Höhenburg im Nordosten von Frankreich und die jüngere von zwei Anlagen dieses Namens, die knapp 70 km voneinander entfernt sind. Die ältere ist die Dagsburg im heutigen Lothringen.

## Geographische Lage
Die Dagsburg liegt in 575 m Höhe in den oberelsässischen Vogesen auf der Gemarkung der Gemeinde Eguisheim (deutsch: Egisheim, 3 km nordnordöstlich) 1 km nordwestlich der Gemeinde Husseren-les-Châteaux (deutsch: Häusern) und 7 km südwestlich von Colmar.
Die dreifache Burgengruppe Hoh-Egisheim, zu der die Dagsburg gehört, wird in der Region Les Trois Châteaux d’Eguisheim oder die Drei Exen genannt. Diese wurden auf ein und demselben Bergrücken erbaut. Von Nordwest nach Südost folgen auf einer Strecke von etwa 120 m Dagsburg, Wahlenburg (⊙) und Burg Weckmund (⊙) aufeinander; Wahlenburg und Burg Weckmund liegen auf der Gemarkung von Husseren-les-Châteaux. Ähnlich sind zum Beispiel auch die drei Burgen der Dahner Burgengruppe im südpfälzischen Teil des Wasgaus angeordnet.

## Geschichte

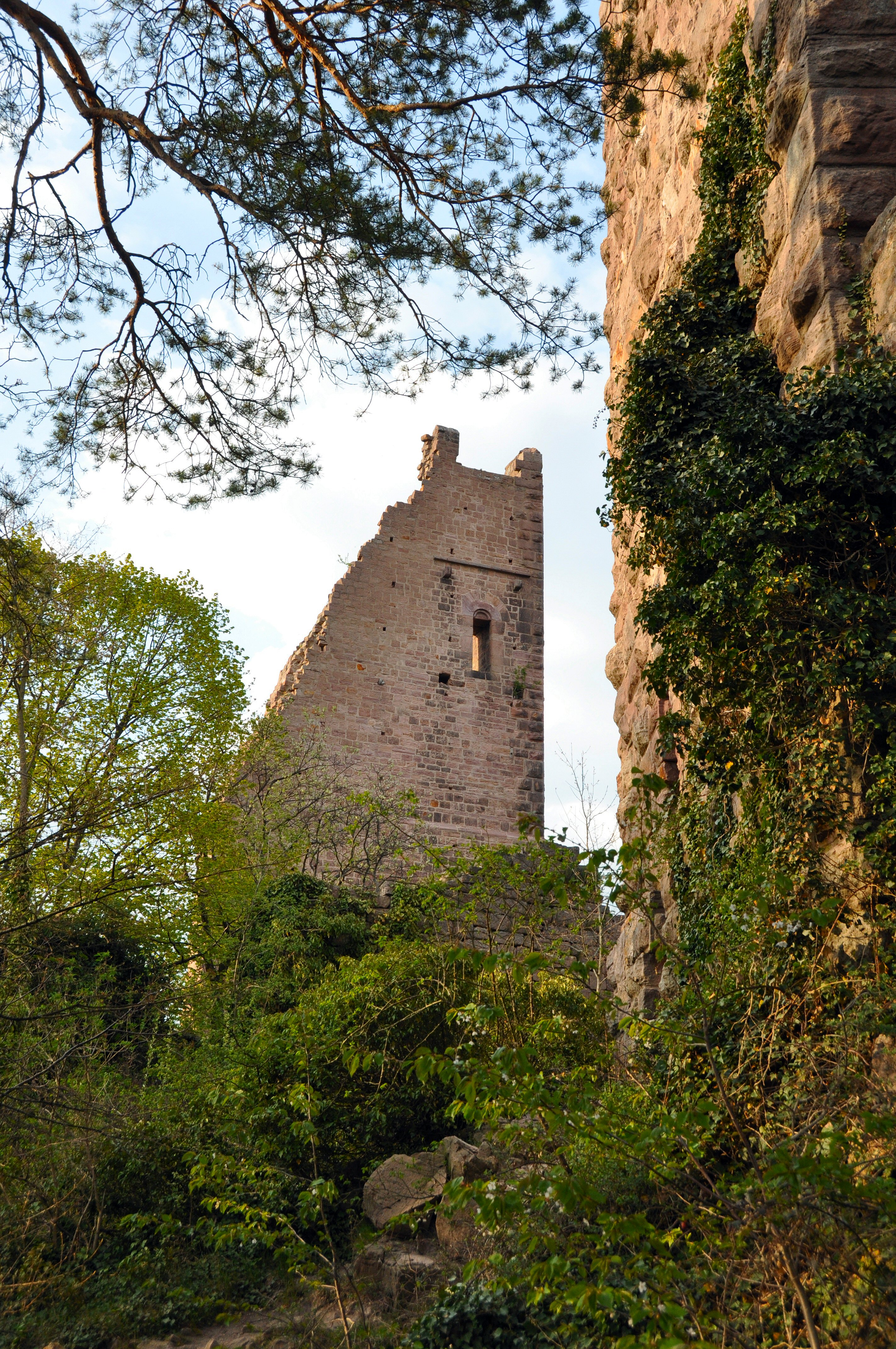
Die Dagsburg im Elsass

Die Drei Exen wurden im 11. und 12. Jahrhundert in großer räumlicher Nähe zueinander erbaut, die Dagsburg, die jüngste der drei Burgen, um das Jahr 1150. Sie erhielt ihren Namen zur Erinnerung an die gegen Ende des 10. Jahrhunderts erfolgte Heirat zwischen Hugo VI. (960–1049), Graf im Nordgau und Graf von Egisheim, sowie Gräfin Heilwig (964–1046) von der gleichnamigen älteren Dagsburg im heutigen Lothringen. Ein 1002 – auf der damals den Egisheimern noch als Residenz dienenden Wahlenburg – nachgeborener Sohn des Ehepaars, Bruno von Egisheim-Dagsburg, wurde 1048 in Worms als Leo IX. zum Papst gewählt und amtierte bis zu seinem Tod 1054.
Nachdem die Hauptlinie der elsässischen Adelsfamilie im 13. Jahrhundert ausgestorben war, gelangte die jüngere Dagsburg an das Bistum Straßburg. In dessen Eigentum verblieb sie bis ins 15. Jahrhundert.
Dann kam die Burg wieder in den Besitz eines Egisheimers, nämlich des Ritters Peter von Egisheim. Dieser war über eine Nebenlinie Nachfahr von Graf Hugo VI., dem Vater von Papst Leo IX. Peter von Egisheim geriet in den Verdacht, sich als Raubritter zu betätigen. Zudem nahm er im Frühjahr 1466 auf der Dagsburg Hermann Klee auf, einen Müller aus der 35 km südlich gelegenen Stadt Mülhausen, der mit dieser wegen einer eigentlich geringen Geldforderung im Streit lag. Die Asylgewährung bildete den Anlass zum Sechs-Plappert-Krieg. In dessen Verlauf wurde die Dagsburg durch Truppen Mülhausens angegriffen, am Fronleichnamstag 1466 erobert und anschließend zerstört. Ritter Peter konnte fliehen, doch der Müller und einige seiner Freunde wurden gefangen genommen und hingerichtet. Seitdem ist die Burg Ruine.